# Czeremcha (gromada)
Czeremcha – dawna gromada, czyli najmniejsza jednostka podziału terytorialnego Polskiej Rzeczypospolitej Ludowej w latach 1954–1972.
Gromady, z gromadzkimi radami narodowymi (GRN) jako organami władzy najniższego stopnia na wsi, funkcjonowały od reformy reorganizującej administrację wiejską przeprowadzonej jesienią 1954 do momentu ich zniesienia z dniem 1 stycznia 1973, tym samym wypierając organizację gminną w latach 1954–1972.
Gromadę Czeremcha z siedzibą GRN w Czeremsze Osadzie utworzono – jako jedną z 8759 gromad – w powiecie hajnowskim w woj. białostockim, na mocy uchwały nr 16/V WRN w Białymstoku z dnia 4 października 1954. W skład jednostki weszły obszary dotychczasowych gromad Czeremcha Osada, Bereżyszcze, Czeremcha Wieś, Kuzawa, Połowce, Stawiszcze i Wólka Terechowska ze zniesionej gminy Czeremcha w tymże powiecie. Dla gromady ustalono 27 członków gromadzkiej rady narodowej.
Gromada przetrwała do końca 1972 roku, czyli do kolejnej reformy gminnej. Z dniem 1 stycznia 1973 roku reaktywowano gminę Czeremcha.